# كيث واربورتون
كيث واربورتون (بالإنجليزية: Keith Warburton)‏ هو لاعب كرة قدم أسترالية أسترالي، ولد في 7 يونيو 1929، وتوفي في 28 يونيو 2018.

## وصلات خارجية
- كيث واربورتون على موقع AustralianFootball.com (الإنجليزية)
- كيث واربورتون على موقع AFLtables.com (الإنجليزية)